# Kaniwer Stausee
Der Kaniwer Stausee (ukrainisch Канівське водосховище Kaniwske wodoschowyschtsche) ist einer der sechs großen ukrainischen Stauseen am Dnepr und wurde 1975 vollendet. Er ist nach dem am Ufer liegenden Ort Kaniw benannt.
An den Stausee grenzen die zentralukrainischen Oblaste Kiew und Tscherkassy.
Der Kaniwer Stausee bedeckt 675 km² Fläche und beinhaltet ein Volumen von etwa 2,62 km³ Wasser. Die Länge beträgt 162 km bei einer maximalen Breite von 5 km. Am tiefsten Punkt hat das Gewässer eine Tiefe von 12 m. An den Ufern ist der See sehr flach und verlandet immer mehr.
Der Staudamm des Sees, zwischen 1972 und 1978 errichtet, befindet sich östlich der Stadt Kaniw. Ein 1972 an das Netz gegangenes Wasserkraftwerk liefert für die Stadt Kaniw und die umliegenden Ortschaften die Elektroenergie. Eine Einkammerschleuse ermöglicht die Passage des Stausees, der vom Fluss Dnepr durchflossen wird. Der Damm ist als großer Deich mit einem Wellenbrecher und einer Gesamtlänge von 16 km ausgeführt. Er reguliert den Wasserstand des Flusses, der durch den Stausee um insgesamt 4 m angestiegen ist.
Während der Aufstauung des Sees wurden Dörfer (u. a. Andruschi) geflutet und viele Bewohner zwangsweise umgesiedelt. Die meisten bezogen Wohnungen in neuen vom sowjetischen Staat planmäßig am Ufer des aufgestauten Sees errichteten Plattenbau-Siedlungen. Der wirtschaftliche Nutzen ist sehr umstritten. Wertvolle Ackerfläche wurde überflutet und die Umsiedlung aus den Heimatorten war teuer und aufwändig. Die Kapazität des Kraftwerkes ist kaum ausreichend, um die Nachteile aufzuwiegen.
In den Stausee münden die Flüsse Stuhna und Trubisch.
Städte und Ortschaften am Stausee sind (im Uhrzeigersinn): die südlichen Stadtteile der ukrainischen Hauptstadt Kiew, Kyjliw, Perejaslaw, Kaniw, Rschyschtschiw, Stajky, Trypillja und Ukrajinka.

## Bilder

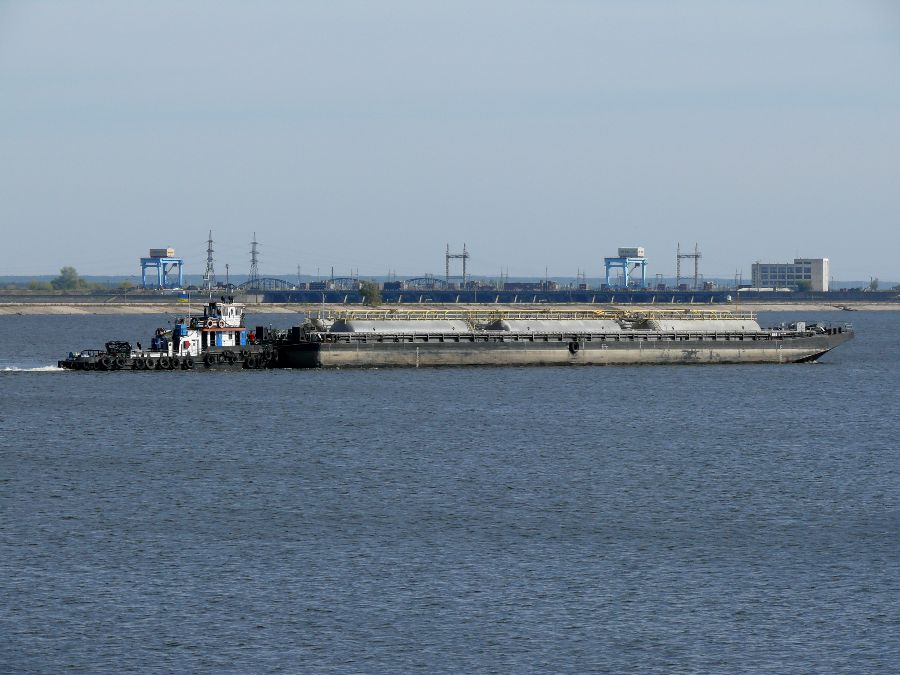
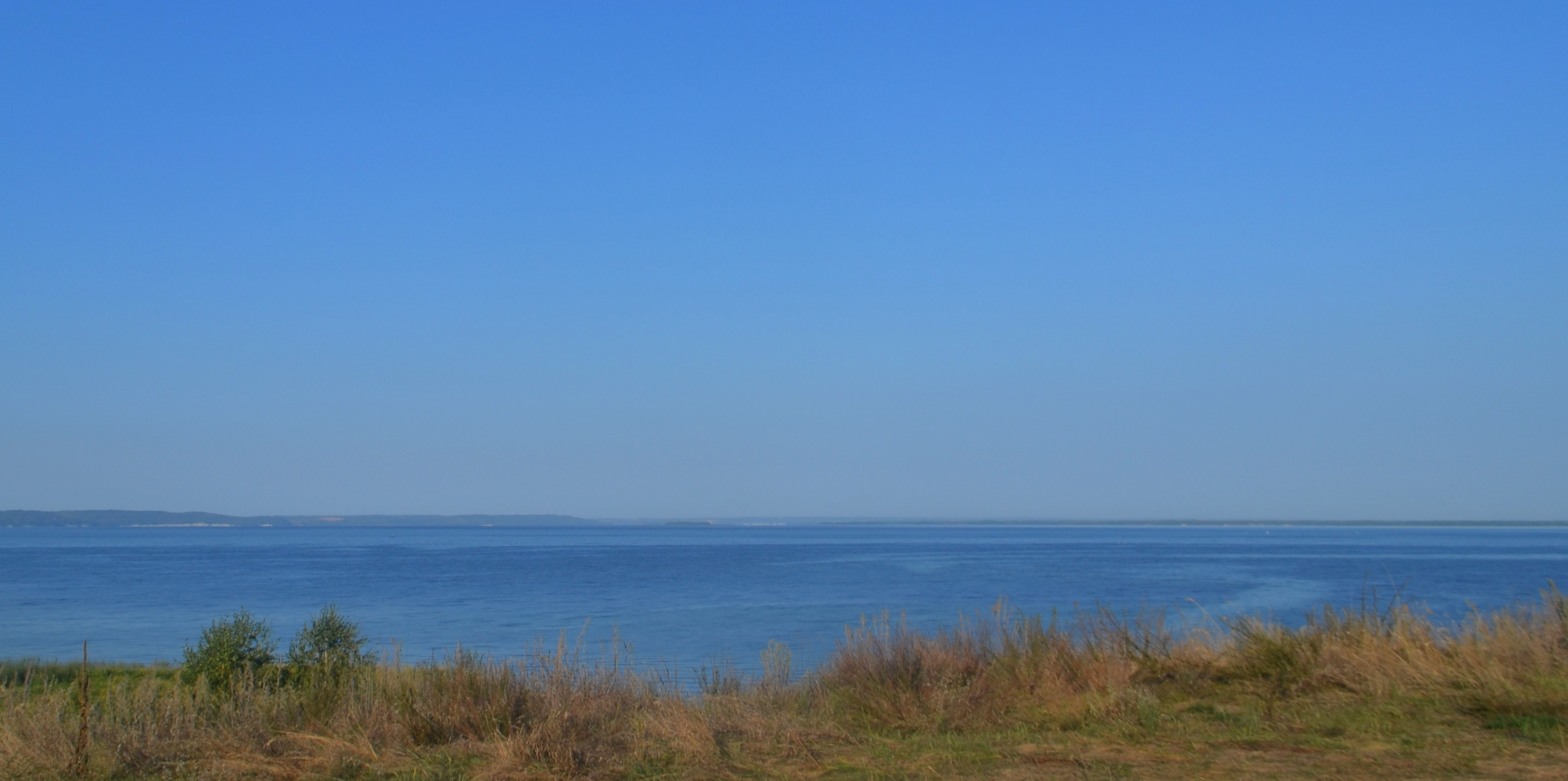
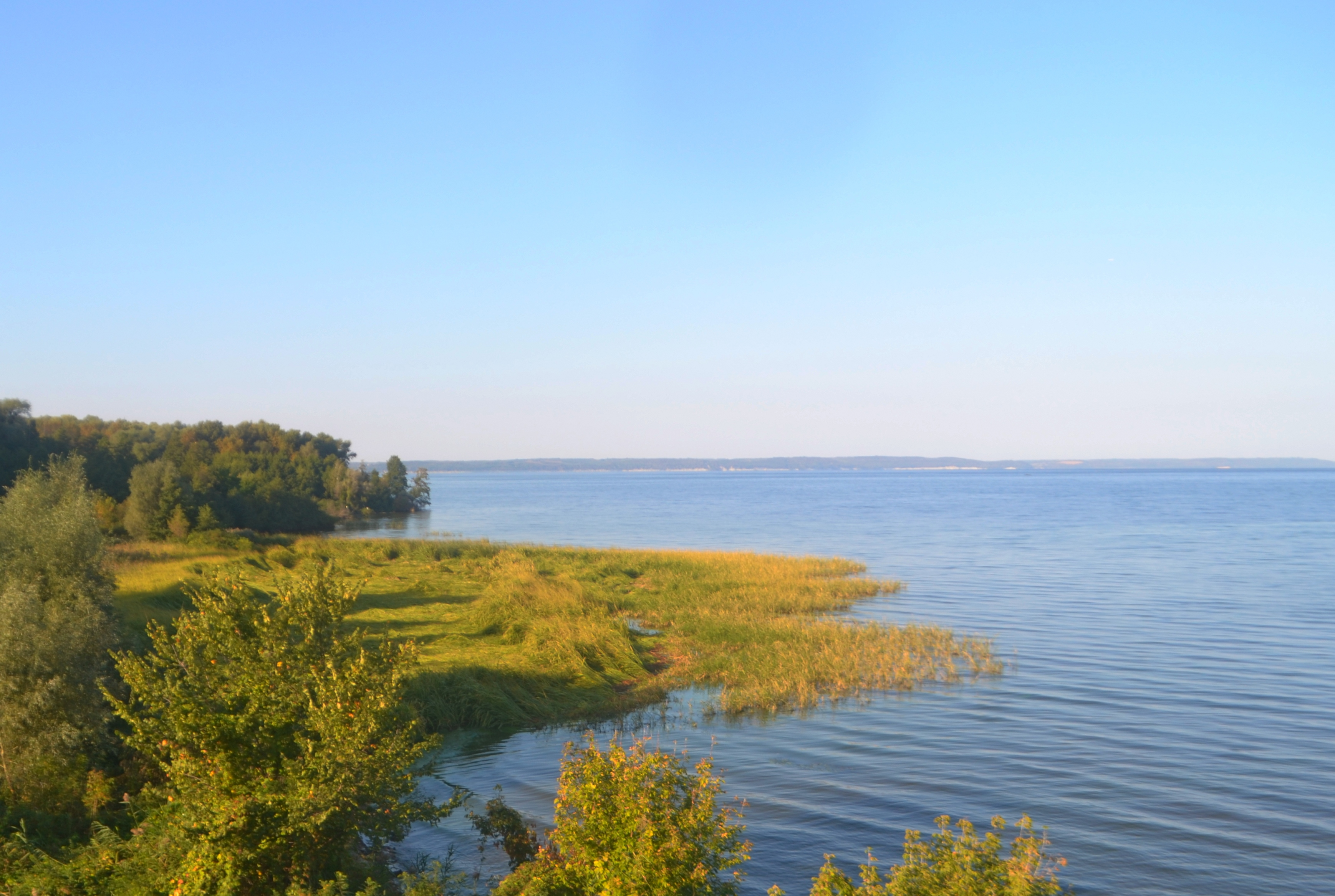
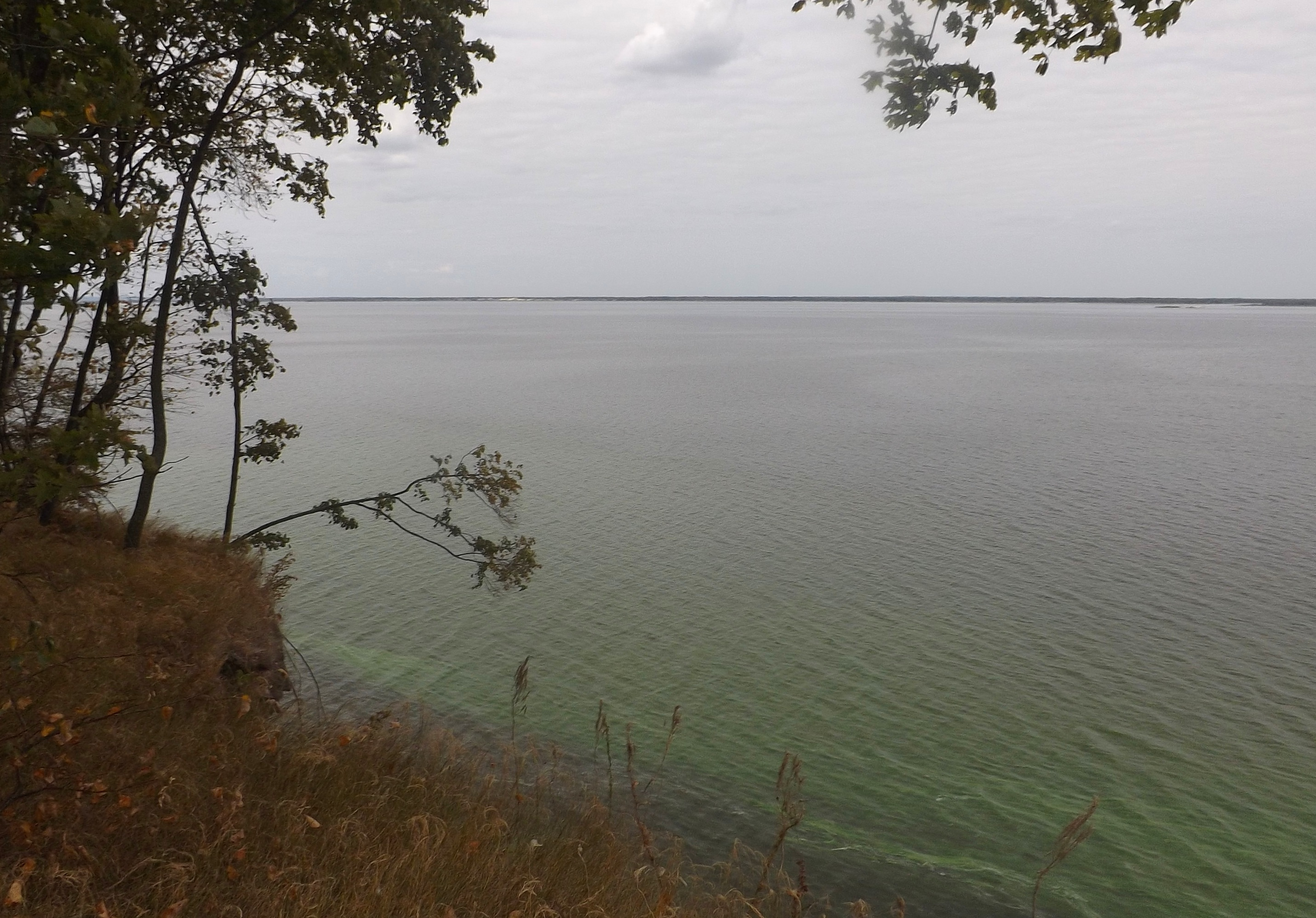
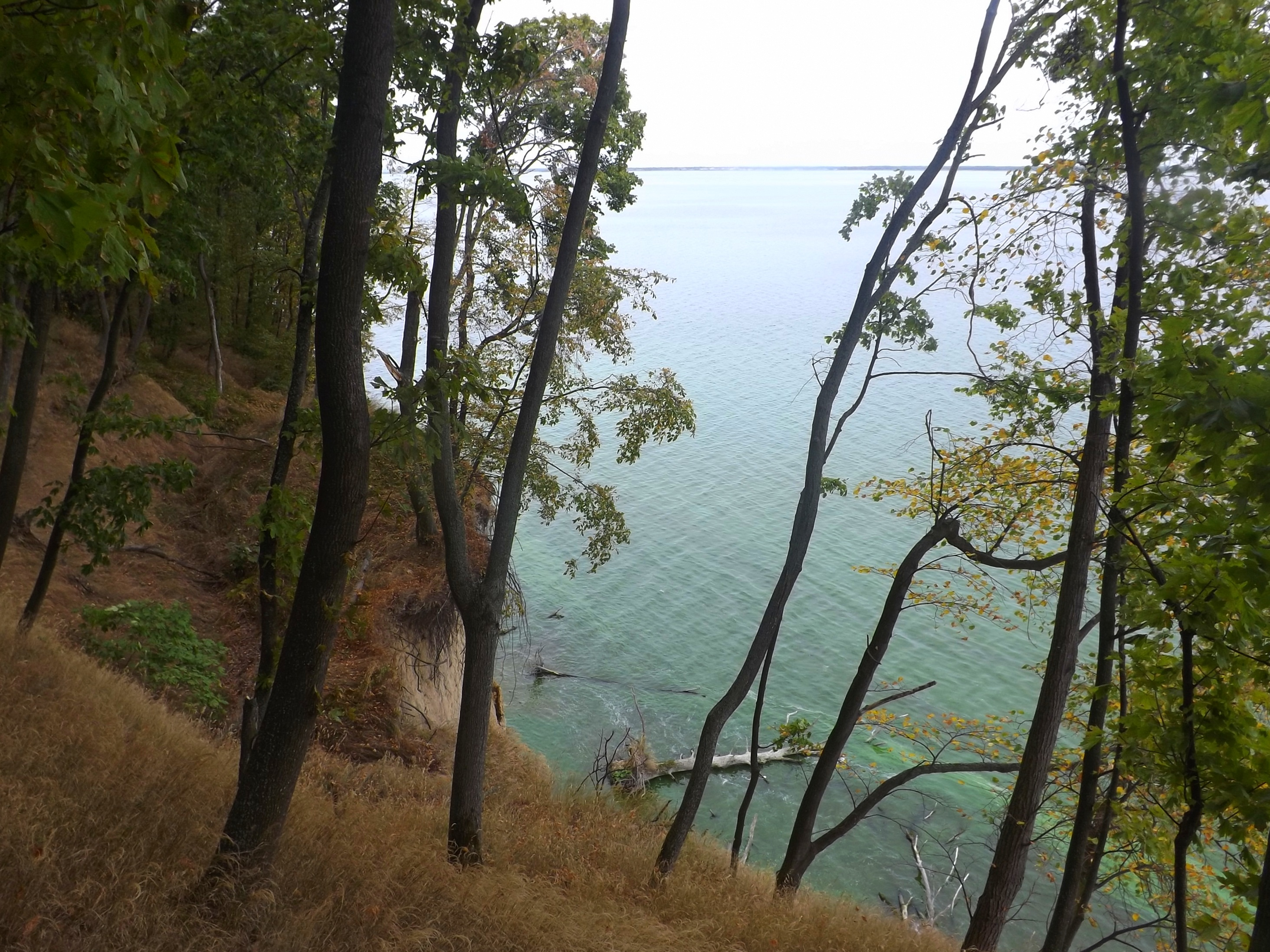
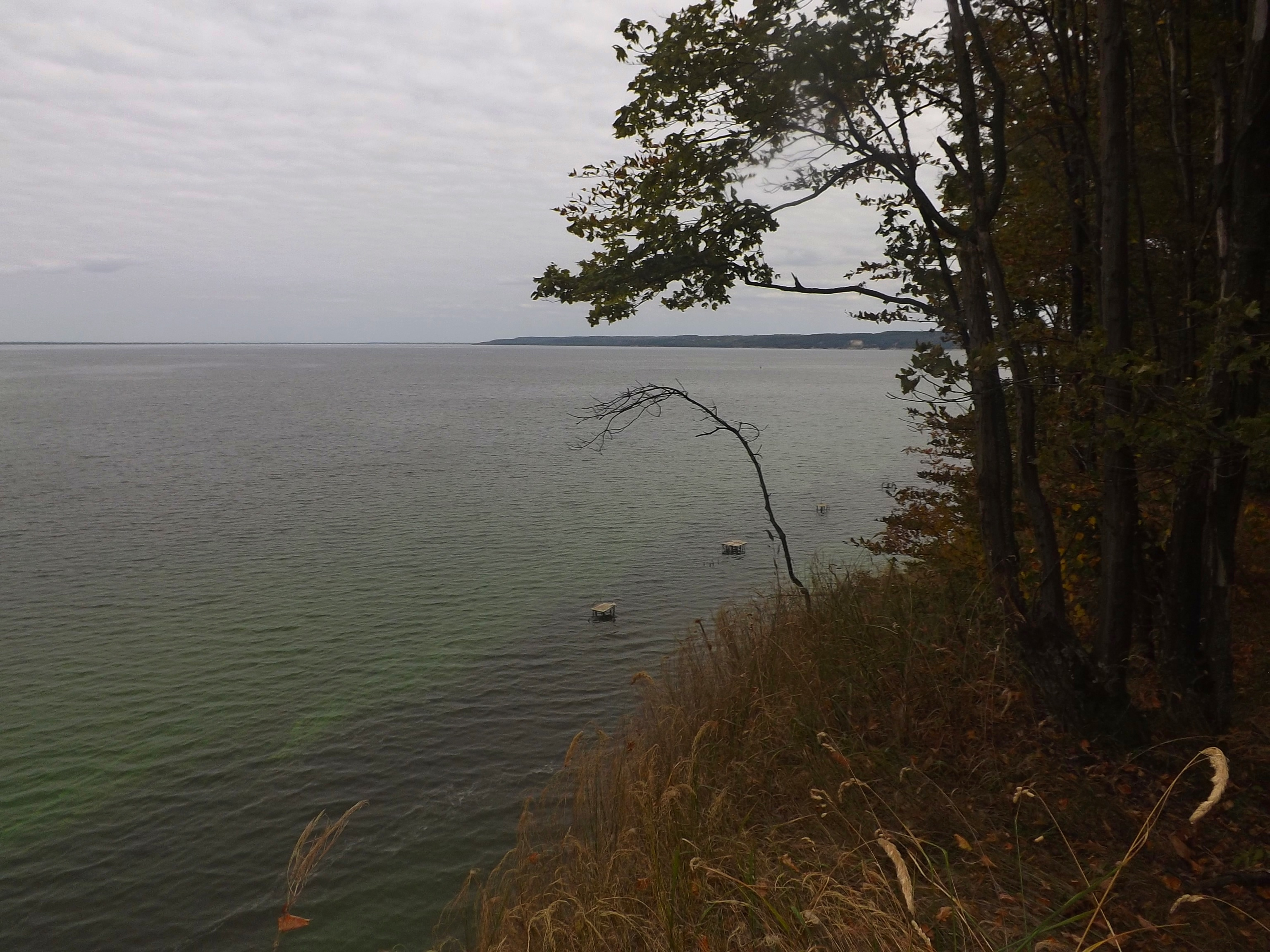
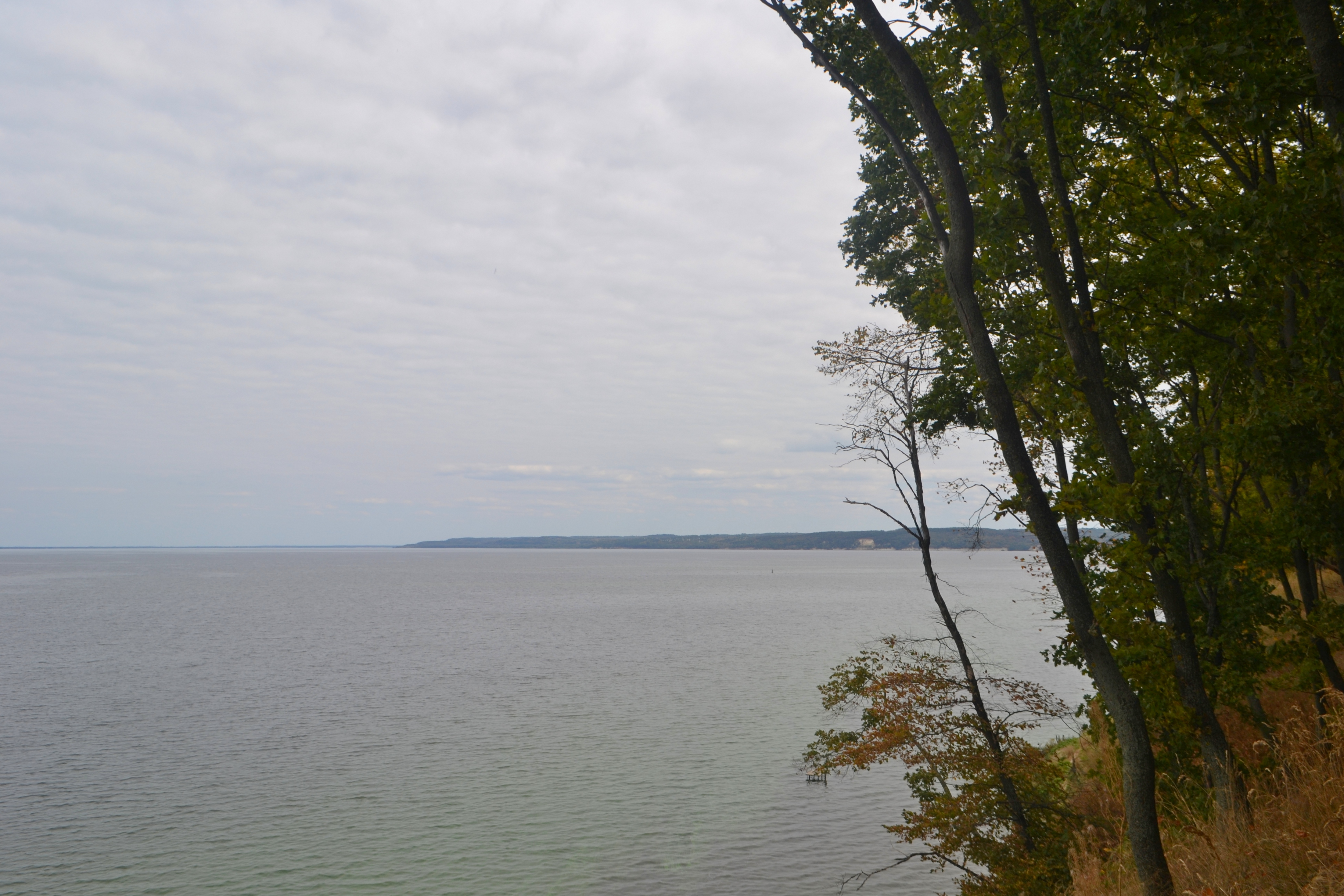
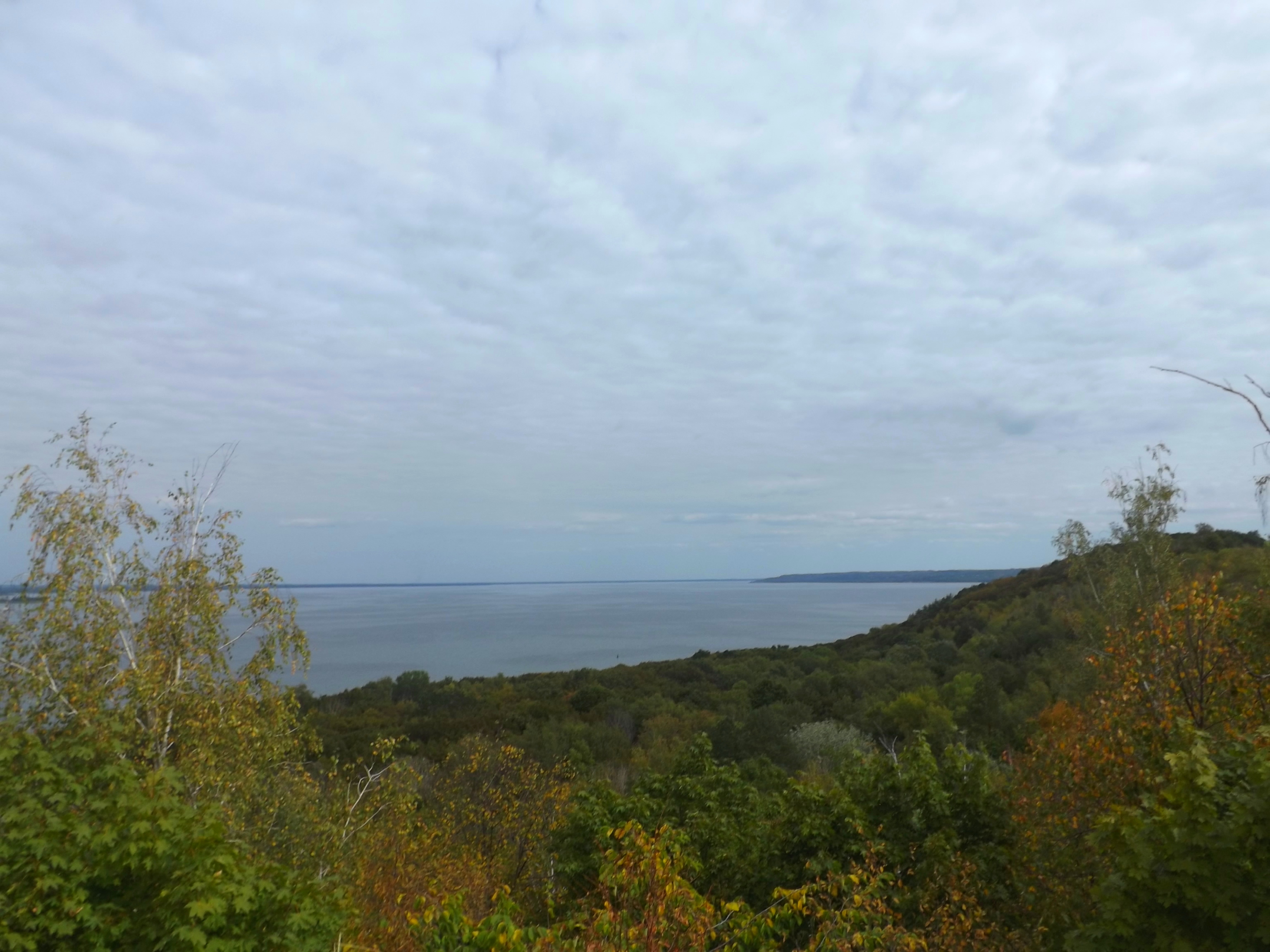
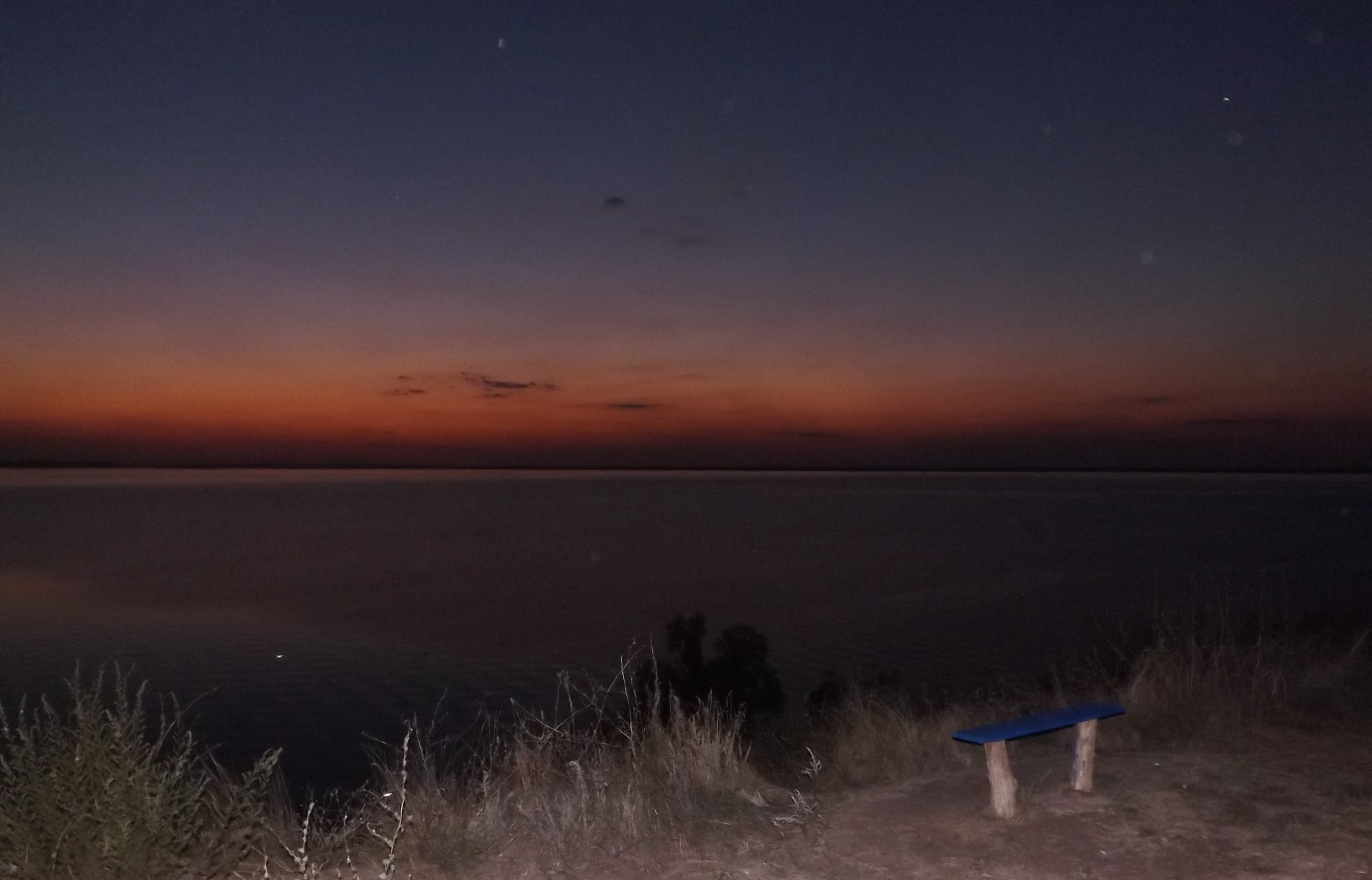
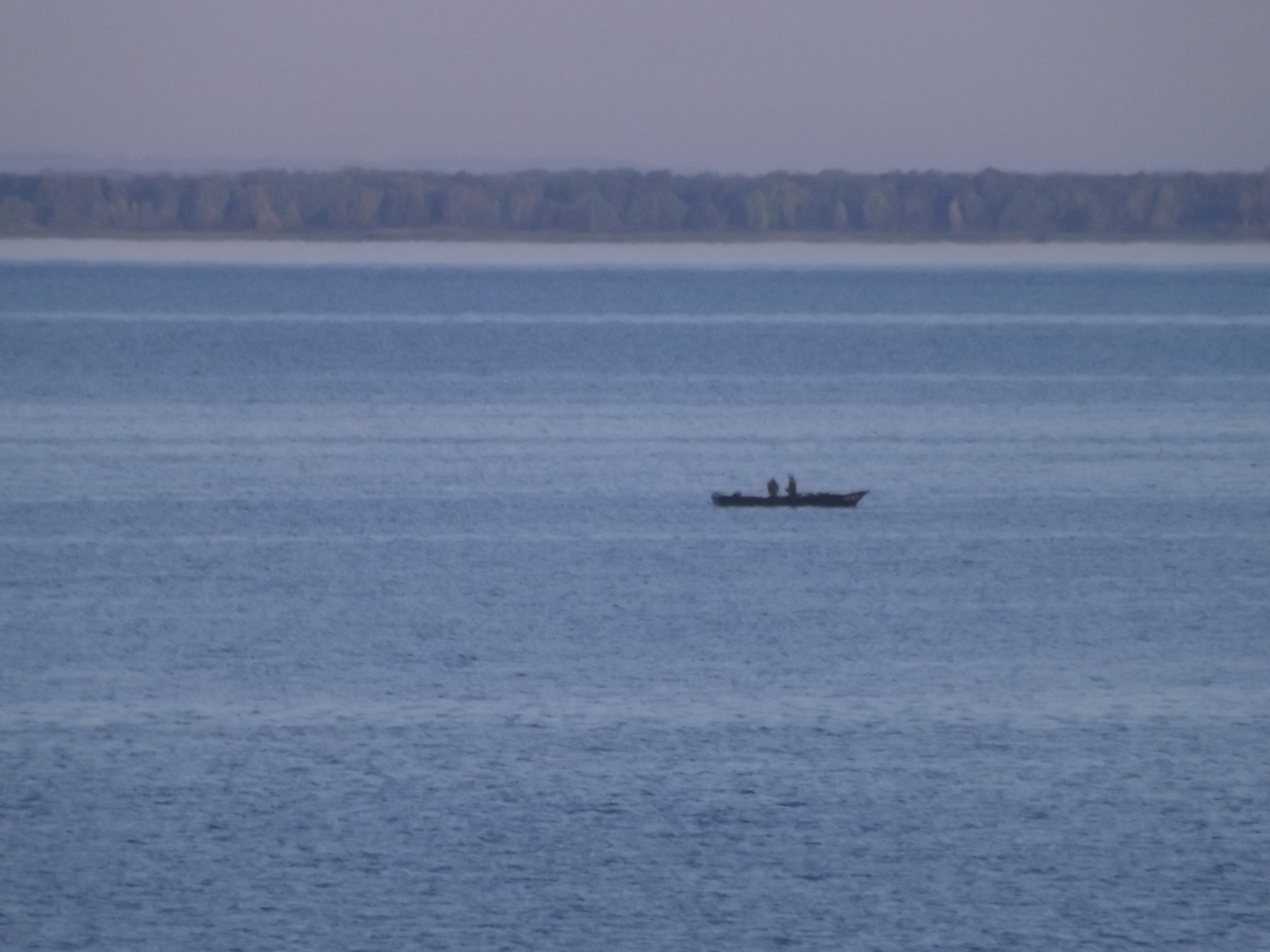
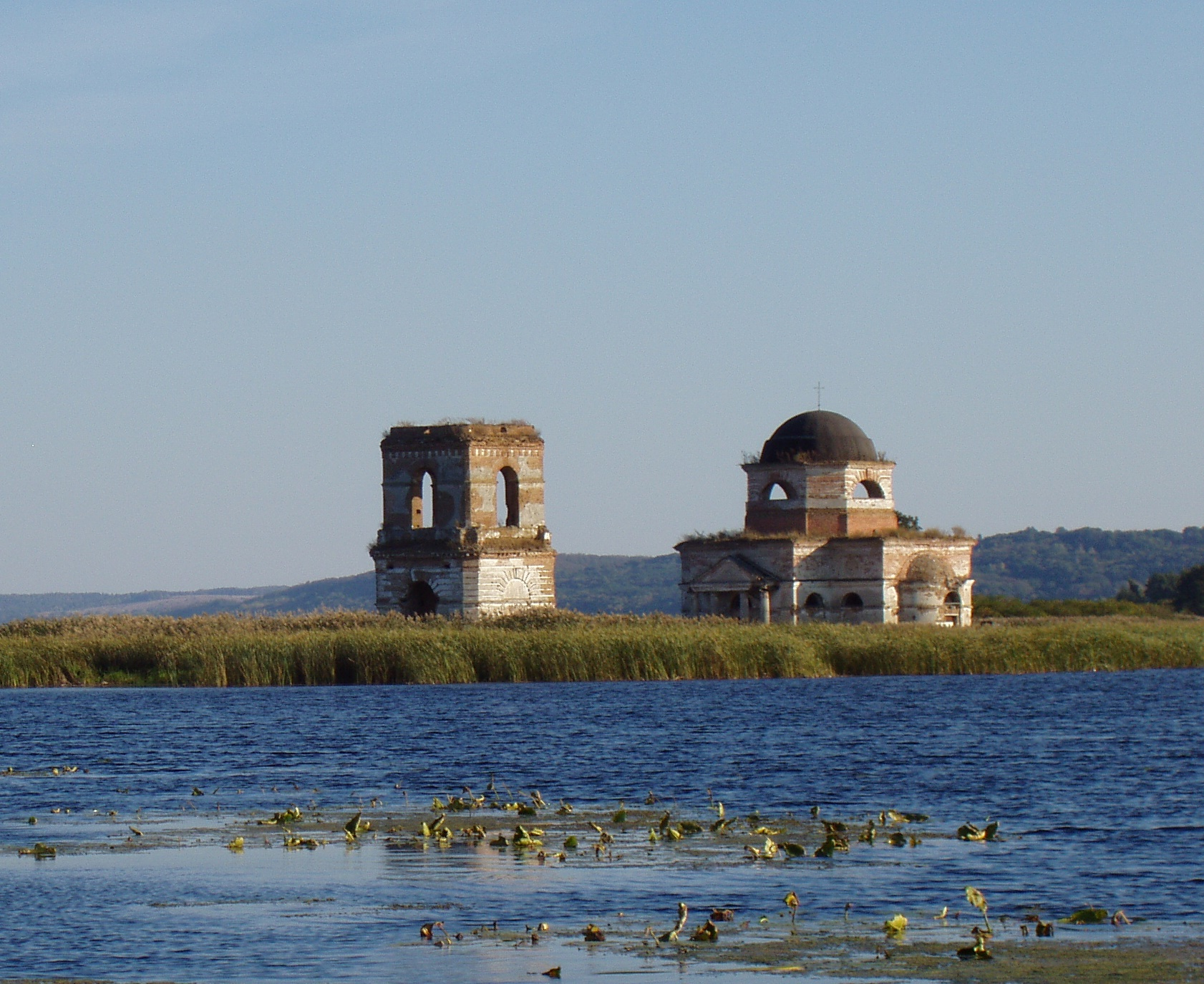